# Kératine 19
La kératine 19 (ou KRT19 ou CK19) est une protéine membre de la famille de kératines (KRTs).

## Fonction
La kératine 19 est un membre de la famille des kératines. Les kératines sont des protéines de filaments intermédiaires responsables de l'intégrité structurale des cellules épithéliales et sont subdivisées en cytokératines et en kératines des cheveux.
La kératine 19 est une cytokératine de type I. Son gène est le KRT19 situé sur le chromosome 17 humain.

## Utilisation comme biomarqueur
La kératine 19 est souvent utilisée en combinaison avec la kératine 8 et la kératine 18 afin de différencier des cellules d'origine épithéliale de cellules hématopoïétiques dans les tests qui énumèrent les cellules tumorales circulant dans le sang.

## Interaction
La kératine 19 est capable d'interagir avec le pinin.